# جولدا نامت هنا
غولدا نامت هنا رواية من تأليف المهندسة المعمارية والكاتبة الفلسطينية سعاد العامري عن دار بلومبزبري عام 2014، ترجم الرواية إلى العربية أيمن حداد، وهو مهندس معماري ومترجم أردني يقيم في الولايات المتحدة، بدأ العمل في الترجمة عام 1997.

## العنوان
العنوان مستوحًى من حادثة رمزية كشفتها سعاد العامري أثناء تجولها في حي الطالبية بالقدس. تشير العبارة إلى إقامة غولدا مائير، رئيسة وزراء إسرائيل السابقة، في فيلا "هارون الرشيد" التي صودرت من عائلة بشارات الفلسطينية. تتجلى قوة العنوان في إثارته للإيحاءات الظاهرة والخفية عن الاحتلال، حيث قامت مائير بمحو أي دليل على ملكية الفلسطينيين للفيلا، حتى لا يلاحظ الزائرون، مثل الأمين العام للأمم المتحدة، حقيقتها. يُبرز العنوان التناقض الصارخ بين الذاكرة الفلسطينية ومحاولات طمسها، ليصبح رمزًا للتهجير ومحو الهوية في سياق الصراع على الأرض والتاريخ.

## نبذة
يوثق الكتاب يوميات ومشاهدات تسردها الكاتبة سعاد العامري، مستعرضة حكايات متفرقة لجولات قامت بها مع أصدقائها في القدس وغيرها. تسلط الرواية الضوء على البيوت العربية التي استولى عليها الاحتلال الإسرائيلي، حيث يسكنها المحتلون بقوة الاحتلال وقوانينه، مما أدى إلى مصادرة قصص وذكريات أصحابها الفلسطينيين. يعكس الكتاب عدوانًا منهجيًا يستهدف محو الهوية الفلسطينية، ليس فقط على مستوى الشعب ككل، بل على مستوى الأفراد وما تحمله ذاكرتهم من تفاصيل شخصية. تجمع الرواية بين السرد التاريخي والذكريات الفردية، مما يبرز التأثيرات النفسية والاجتماعية التي خلفها الاحتلال الإسرائيلي.

تعتمد الرواية على أسلوب أدبي يمزج بين الحنين، السخرية، والغضب. كما تستعرض تفاصيل الحياة اليومية للفلسطينيين، مع التركيز على التراث المعماري الفلسطيني وروائح المطبخ التقليدي. تقدم الرواية شخصيات فلسطينية تعيش واقعًا عاديًا، بعيدًا عن التصورات النمطية التي تركز على البطولة والمقاومة فقط، مما يبرز الجانب الإنساني للفلسطينيين في تعاملهم مع الفقد والحنين.
تقول العامري في الرواية: "أكثر ما يدهشني هو أننا، كشعب، لم نكف عن رواية قصة طردنا الجماعي خارج فلسطين، لكن بطريقة ما يشعر الفرد الفلسطيني بالخجل من أن يروي قصته الشخصية حول طرده من منزله وغرفة جلوسه وغرفة نومه."

## الأدب والعمارة
توظف سعاد العامري خبرتها المعمارية في رواياتها، مستعرضة تفاصيل العمارة الفلسطينية لتعكس التحولات الاجتماعية والسياسية في فلسطين. من خلال وصف دقيق للبيوت والأحياء، تعيد العامري إحياء معالم فقدها الفلسطينيون تحت الاحتلال، مما يجعل العمارة شاهداً على الذاكرة الجماعية والتهجير القسري. في روايتها "غولدا نامت هنا"، تسلط الضوء من خلال عدسة معمارية، على البيوت الفلسطينية التي احتلها الغرباء، موثقة المسافة الحسية بين سكانها الأصليين والمحتلين. هذا المزج بين السرد المعماري والإنساني يبرز العلاقة الحميمة بين الفلسطيني وهويته المكانية، حيث تصبح البيوت رمزاً للفقدان والصمود في آن واحد. 